# Penelope Mitchell
Penelope Mitchell (Melbourne, 23 luglio 1991) è un'attrice australiana, nota per i suoi ruoli di Letha Godfrey in Hemlock Grove e di Liv Parker in The Vampire Diaries.

## Biografia
Nata a Melbourne, figlia di un'artista australiana e di un imprenditore francese, trascorre la maggior parte della sua infanzia in Australia, con i due fratelli maggiori. Frequenta l'università di Melbourne, con la prospettiva di diventare un avvocato, conseguendo poi la laurea in arte. Subito dopo la laurea, lascia l'Australia per intraprendere la carriera da attrice. 
Esordisce in un episodio della seconda stagione della serie televisiva  Rush, per poi proseguire interpretando alcuni cortometraggi nel 2011 e nella serie televisiva Offspring. Nel 2012 esordisce al cinema, con una parte nel film 6 Plots di Leigh Sheehan.
Nel 2013 entra nel cast di Hemlock Grove, prendendo parte, nel ruolo di Letha, a 13 episodi della serie. Nel 2014 entra a far parte della serie televisiva The Vampire Diaries interpretando per 20 episodi il personaggio di Olivia Parker, una giovane strega del Whitmore College.
Nel 2022 prende parte alla seconda stagione di Star Trek: Picard, settima serie televisiva live action del franchise di fantascienza Star Trek, in cui interpreta Renée Picard, un'antenata di Jean-Luc Picard.

## Vita privata
È cugina dell'attrice Radha Mitchell.

## Filmografia

### Cinema
- The Fat Lady Swings, regia di Christopher H.F. Mitchell e Alexander Mitchell - cortometraggio (2011)
- The Grace of Others, regia di Alexander Brunacci - cortometraggio (2011)
- Nightshift of the Vampire, regia di William Justin Crooks - cortometraggio (2011)
- Meth to Madness, regia di Christopher H.F. Mitchell - cortometraggio (2011)
- The Wishful, regia di Ellen Maiorano - cortometraggio (2012)
- 6 Plots, regia di Leigh Sheehan (2012)
- Green Eyed, regia di Nathaniel Lindsay - cortometraggio (2012)
- The Joe Manifesto, regia di Gregory Pakis (2013)
- The Waiting Game, regia di Jerome Velinsky (2014)
- Zipper, regia di Mora Stephens (2015)
- The Fear of Darkness, regia di Christopher Fitchett (2015)
- The Curse of Downers Grove, regia di Derick Martini (2015)
- Curve - Insidia mortale (Curve), regia di Iain Softley (2015)
- Fidelio, regia di Jason Dubin - cortometraggio (2016)
- Gnaw, regia di Haylar Garcia (2017)
- Between Worlds  - Vite parallele (Between Worlds), regia di Maria Pulera (2018)
- Look Away - Lo sguardo del male (Look Away), regia di Assaf Bernstein (2018)
- Hellboy, regia di Neil Marshall (2019)
- Becoming, regia di Omar Naim (2020)
- The Hyperions, regia di Jon McDonald (2022)
- R.I.P.D. 2: Rise of the Damned, regia di Paul Leyden (2022)
- What You Wish For, regia di Nicholas Tomnay (2023)
- K9 - Squadra antidroga (Muzzle), regia di John Stalberg Jr. (2023)
- Oh, Canada - I tradimenti (Oh, Canada), regia di Paul Schrader (2024)

### Televisione
- Rush – serie TV, episodio 2x22 (2009)
- Offspring – serie TV, episodio 2x07 (2011)
- Hemlock Grove – serie TV, 13 episodi (2013)
- The Vampire Diaries – serie TV, 20 episodi (2014-2015)
- The Time Capsule, regia di Bradford May - film TV (2018)
- Ossessione materna (The Midwife's Deception), regia di Letia Clouston - film TV (2018)
- Star Trek: Picard - serie TV, episodio 2x04 (2022)

### Videoclip
- Brandon Flowers Lonely Town, regia di Robert Schober (2015)

## Doppiatrici italiane
Nelle versioni in italiano delle opere in cui ha recitato, Penelope Mitchell è stata doppiata da:
- Erica Necci in K9 - Squadra antidroga
- Giulia Catania in The Vampire Diaries
- Gea Riva in Curve - Insidia mortale
- Katia Sorrentino in Hemlock Grove
- Mattea Serpelloni in Oh, Canada - I tradimenti